# Ain't No Sunshine
Ain't No Sunshine је песма Била Видерса из 1971. године са албума Just as I Am. Достигла је велики успех на Billboard Hot 100, као и на другим R&B листама.
Своју обраду песме је 1972. године објавио Мајкл Џексон за албум Got to Be There. Ово соул издање се нашло на осмом месту топ синглова у Уједињеном Краљевству.